# Alexander Finkel
Alexander Finkel (Oekraïens: Олекса́ндр Семе́нович Фі́нкель, Oleksandr Semejovitsj Finkel, Hebreeuws: אלכסנדר פינקל) (Kamjanets-Podilsky, 1 januari 1975) is een Oekraïens-Israëlische schaker. Hij is sinds 1995 een grootmeester (GM). 
Bij het Dutch Open toernooi in 1997 eindigden Finkel, Ye Rongguang en Victor Mikhalevski bovenaan met 7 pt. uit 9.